# Heinz Kroehl

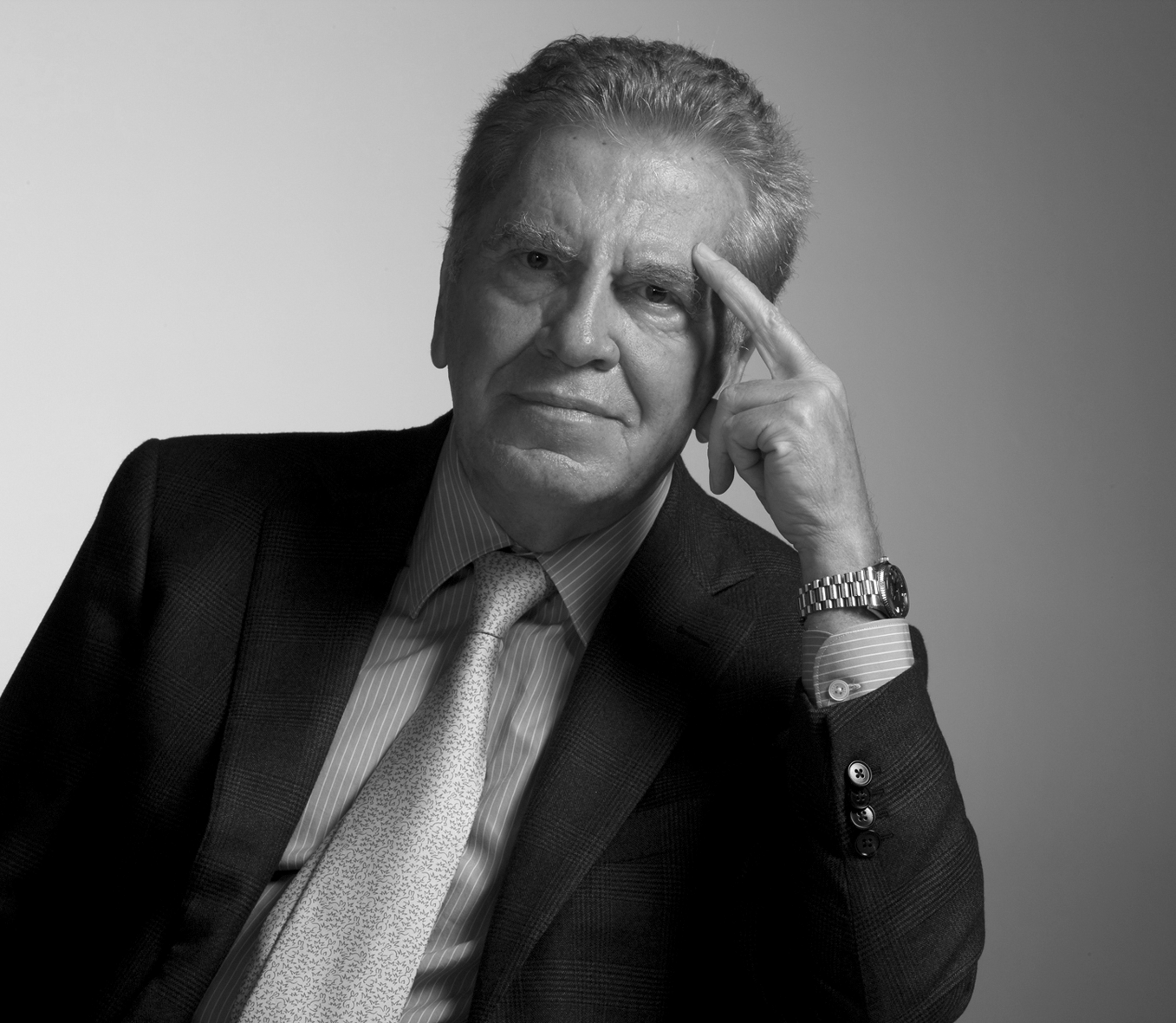
Heinz Kroehl (2015)

Heinz F. Kroehl (* 5. Mai 1935 in Mainz) ist ein deutscher Designer und Universitätsprofessor.

## Leben
Heinz Kroehl ist das älteste von drei Geschwistern. Sein Vater fiel als Soldat im Zweiten Weltkrieg. Im Jahr 1949 begann Heinz Kroehl mit 14 Jahren eine vierjährige Lehre als Schriftsetzer im Verlag Philipp von Zabern in Mainz. Nach der Ausbildung arbeitete er dort als Schriftsetzer und Buchdrucker. Danach besuchte er die Landeskunstschule Rheinland-Pfalz und studierte Malerei, Bildhauerei und Grafik. Während seines Studiums gewann er zahlreiche Preise und wurde zum Studentensprecher und Vorsitzenden des Allgemeinen Studierendenausschusses (AStA) gewählt. Aufgrund besonderer Leistungen und seines Prädikatsexamens im Jahr 1959 erhielt er von der Landesregierung ein mehrjähriges Auslandsstipendium.
Kroehl entschied sich für die renommierte Kunstgewerbeschule (heute Schule für Gestaltung) in Basel und absolvierte dort von 1960 bis 1964 ein Designstudium, das er mit Erfolg abschloss. Danach arbeitete er in Basel und Zürich als freischaffender Designer und gewann mehrere Auszeichnungen, u. a. „Die besten Plakate der Schweiz“.
Im Jahr 1965 kehrte er nach Deutschland zurück und präsentierte auf Einladung des Gutenberg-Museums in Mainz seine Werke. Unternehmen und Institutionen, wie Hoechst, Schott, ZDF, Boehringer, BASF, erteilten ihm Aufträge. Er gründete 1965 die Kroehl Gruppe, die mit einem europäischen Team weltweit agierende Unternehmen in Kommunikations- und Designfragen berät.
Neben seiner Tätigkeit als Leiter der Kroehl Gruppe arbeitete Heinz Kroehl als freier Journalist für verschiedene Medien. Die Verlagsgruppe Rhein Main verpflichtete ihn, als Korrespondent des Kulturressorts regelmäßig über Kunst, Architektur und Design zu berichten. 2011 erhielt er die Ehrennadel des Deutschen Journalisten-Verbandes.
Heinz Kroehl ist verheiratet und hat zwei Kinder. Er lebt und arbeitet in Frankfurt am Main und Burg-Hohenstein im Rheingau-Taunus-Kreis.

### Designer
Heinz Kroehl prägte das Erscheinungsbild von öffentlichen Einrichtungen in Deutschland wie Bibliotheken, Banken und Kliniken. Dabei spielten für ihn bei der Innenarchitektur Orientierungssysteme, Interiordesign und Farbgebung eine wesentliche Rolle.
Kroehl hatte Einzelausstellungen 1973 in Wiesbaden, 1981 in Frankfurt am Main und 1991 in Mainz. Die Ausstellung Kroehl Images 1991 im Landesmuseum Mainz präsentierte auch Videos und Filme von ihm, u. a. So entsteht eine Zeitung mit dem Bundesverband Deutscher Zeitungsverleger, Days in your life mit der Oetker-Gruppe, Take a stand mit Hochtief. Letzterer wurde 1990 als bester Industriefilm ausgezeichnet. Außerdem nahm Kroehl an den Gruppenausstellungen „Schweizer Designer“ in Philadelphia und Chicago teil.
Arbeiten von ihm befinden sich in der ständigen Sammlung des Museum of Modern Art in New York, dem Stedelijk Museum in Amsterdam und der Neuen Sammlung in München.

### Wissenschaftliche Karriere
Die Professorin Elisabeth Noelle-Neumann, eine Begründerin der modernen Kommunikationsforschung in Deutschland, schlug Heinz Kroehl vor, bei ihr zu studieren. Er holte dazu 1971 vor einem Prüfungsausschuss des Kultusministeriums die staatliche Hochschulreife nach. Kroehl studierte Kommunikationswissenschaft, Soziologie und Kunstwissenschaften und schloss sein Studium 1977 mit der Note Magna cum laude ab. Bei seiner Dissertation Der Buchumschlag als Gegenstand kommunikationswissenschaftlicher Untersuchungen arbeitete er eng mit dem damaligen Direktor des Instituts für Konsum- und Verhaltensforschung in Saarbrücken zusammen. Sein Interesse an Experimenten und Laborversuchen blieb bestehen und er arbeitete eine Zeitlang an dem dortigen Lehrstuhl von Werner Kroeber-Riel.
Kroehl erhielt 1982 an der Universität Duisburg-Essen die Professur für Kommunikationstheorie und -design (bis 2005). Er forschte zur Semiotik und der modernen Zeichentheorie. Er publizierte unter anderem Moderne Semiotik – Zeichentheoretische Ansätze zur Analyse von Bildern. Kroehl war akademischer Beauftragter für deutsch-russische Beziehungen, die den Austausch von Professoren und Studenten der Staatlichen Universität Sankt Petersburg förderte.

### Tätigkeit als Kurator und Kunstexperte
Von 1999 bis 2007 gehörte Heinz Kroehl dem Vorstand der Internationalen Gutenberg-Gesellschaft an. Im Jahr 2000 zum Gutenberg-Jubiläum der Städte Mainz und Eltville kuratierte Heinz Kroehl die Ausstellung Man of the Millennium zur Erfindung der Druckkunst und die Folgen für die Menschheit.
Im Jahr 2010 zeigte Heinz Kroehl unter dem Titel The Art of Writing in Wiesbaden den Einfluss der Schrift auf die Malerei. In der Ausstellung wurden Künstler aus Asien, Europa und der arabischen Welt gegenübergestellt.
Kroehls Ausstellung Symbiose de deux mondes aus Anlass der 100. Wiederkehr der Tunisreise von Paul Klee, August Macke und Louis Moilliet zeigte europäische abstrakte Werke der Gegenwart in der Gegenüberstellung zur Kunst der arabischen Welt. Die Präsentation in Marrakesch, Marokko wurde gefördert vom Auswärtigen Amt der Bundesrepublik Deutschland.
2023 fand unter Kroehls Leitung die Festveranstaltung „160 Jahre deutsch-japanische Freundschaft“ statt. An der Veranstaltung nahmen über 100 Gäste aus Wirtschaft, Wissenschaft und Kultur statt. Den Festvortrag mit dem Titel „Cool Japan – Kultur und Wirtschaft in Japan“ hielt Heinz Kroehl. Weitere Vorträge hielten Shinichi Asazuma, Generalkonsul von Japan und Irmela Hijiya-Kirschnereit.

## Soziales und gesellschaftliches Engagement
2009 wurde Heinz Kroehl einer der Gründungsväter der „Written Art Foundation“ in Frankfurt, einer gemeinnützigen Vereinigung, die sich der Entwicklung und Bildung von Jugendlichen widmet. Dabei steht die Beherrschung von Schreiben und Lesen im Mittelpunkt. Ein weiteres Ziel ist, Brücken zu bauen zu anderen Nationen und Kulturen durch Symposien, Workshops und Ausstellungen. Dazu gehören auch Ausstellungsprojekte in China, Korea oder der arabischen Welt, die auch von der Bundesregierung unterstützt werden.

## Ehrungen und Auszeichnungen
Als Designer
- 1. Preis im Wettbewerb „Broschüren und Prospekte für die Öffentlichkeitsarbeit“ des ZDF 1966
- Diplom der 3. Internationalen Plakat Biennale Warschau 1970
- Blue Ribbon Certificate für vorbildliche Hotelwerbung 1972
- Bronze-Medaille Internationaler Prospekt-Wettbewerb Berlin 1974
- Ehrenpreis der Deutschen Zentrale für Tourismus Frankfurt 1975
- 1. Preis beim Wettbewerb zum Sonderpostwertzeichen 25 Jahre Europäische Gemeinschaft für Kohle und Stahl Bonn 1976
- 2. Preis beim 9. Wettbewerb der Goldenen Reisekutsche anl. der Internationalen Tourismusbörse Berlin 1978
- 1. Preis Wettbewerb „Signet für öffentliche Bibliotheken in Berlin und der Bundesrepublik Deutschland“ Berlin 1979
- Auszeichnung der Deutschen Marketinggesellschaft für hervorragendes Direktmarketing bei der „Brenners Park Hotel Spa Offensive“ 1989
- Silver Award beim 55. Kalenderwettbewerb für „Nord/LB Kalender – Words and Images in Modern Art“ 2005

Weitere Ehrungen
- 1968: Gutenberg-Plakette der Stadt Mainz für seine künstlerischen Leistungen
- 2012: Ehrenmedaille der Biennale in Sharjah für sein kulturelles Engagement in der arabischen Welt
- 2014: Bundesverdienstkreuz Erster Klasse, verliehen durch den Bundespräsidenten

## Publikationen
Monografien
- Heinz Kroehl, Buch und Umschlag im Test, Dortmund 1984, ISBN 3-88379-925-3.
- Heinz Kroehl, Communication Design 2000 - A handbook / Ein Handbuch / Un manuel  (in deutscher, englischer und französischer Sprache), Zürich 1987, ISBN 3-85504-106-7
- Heinz Kroehl, Die Inszenierung von Unternehmen und Marken, 3 Bände, Mainz 1994, ISBN 3-87439-310-0
- Heinz Kroehl, Corporate Identity als Erfolgskonzept im 21. Jahrhundert: CI 21, München 2000, ISBN 3-8006-2485-0
- Heinz Kroehl, Geschriebene Kunst: eine kurze Geschichte des Schreibens, Frankfurt am Main 2008
- Heinz Kroehl (Hg.), The Art of Writing - Bilder werden geschrieben, Heidelberg 2011, ISBN 978-3-86828-212-2
- Heinz Kroehl (Hg.), Symbiose de deux mondes, Ausstellungskatalog, Frankfurt am Main 2014, ISBN 3-925782-80-X
- Heinz Kroehl (Hg.), Der Atem Japans: Geschriebene und gemalte Poesie / Japanische Kunst der Gegenwart, München 2022, ISBN 978-3777439341

 Buchbeiträge (Auswahl)
- „Der generative Prozess der Gestaltung“, in: Schmittel, Wolfgang: „Process Visual“, Zürich 1978, ISBN 3-85504-052-4
- „Die Umsetzung von Werbebotschaften“, in: Geffken, Michael (Hrsg.), Das große Handbuch der Werbung, Landsberg am Lech 1982
- „Massenkommunikation und Zeichenentwicklung“, in: Gutenberg-Jahrbuch 1982
- „Buchumschlag“, in: Lexikon des gesamten Buchwesens, Stuttgart 1987
- „Textgestaltung - Textwirkung. Neue Erkenntnisse der Rezeptionsforschung“, in: Gutenberg-Jahrbuch 1989
- „Hypermedien und die Zukunft“, in: Gutenberg-Jahrbuch 1993